# L'Orage
L'Orage (pron. fr. AFI: [lɔʁaʒ], parola francese traducibile in italiano come "il temporale") è un gruppo di folk rock italiano proveniente dalla Valle d'Aosta. Vincitori nel 2012 di Musicultura hanno pubblicato 5 album e collaborato con Francesco De Gregori, Erriquez e con il regista Marco Ponti.

## Storia
Il gruppo nasce nel 2009 dall'incontro tra Alberto Visconti e Rémy Boniface, quest'ultimo membro insieme al fratello Vincent dello storico gruppo di musica tradizionale alpina Trouveur Valdotèn.
Nel 2010 Visconti e i fratelli Boniface, a cui si aggiungono il chitarrista Memo Crestani, il bassista Stefano Trieste, il percussionista Ricky Murray ed il batterista Florian Bua registrano il primo album "Come una Festa" e si aggiudicano nel settembre dello stesso anno il premio "Miscela Rock Festival" assegnato dall'omonimo festival piemontese.
Il 2011 vede l’uscita del secondo album della band "La Bella Estate" e la collaborazione con il regista Marco Ponti e gli attori Jasmine Trinca e Michele Di Mauro al film "Ti amo troppo per dirtelo", dove curano alcune musiche ed appaio in una scena nel lungometraggio. A dicembre il gruppo vince la terza edizione di "The Best of Demo 2010/2011" promosso dal quotidiano La Stampa.
Nel 2012 i L'Orage con il brano "Queste ferite sono verdi" sono i vincitori assoluti della ventitreesima edizione di Musicultura, aggiudicandosi primo premio, targa della critica e premio per la migliore musica. Nel 2013 collaborano con Francesco De Gregori realizzando nell'ambito della rassegna Saison Culturelle lo spettacolo "L'Orage e Francesco De Gregori insieme dal Vivo!" tenutosi al Palais di Saint-Vincent. Ad aprile dello stesso anno esce il terzo album "L'Età dell'Oro", che contiene "La Teoria del Veggente", brano de L'Orage interpretato da De Gregori.
Il 1º maggio 2014 la band partecipa al Concerto del Primo Maggio con i brani "Mi manda in aria" e "Satura". Nel novembre dello stesso anno il percussionista Ricky Murray ed il bassista Stefano Trieste lasciano il gruppo. Quest'ultimo viene sostituito da Marc Magliano.
Nel giugno 2015 esce il video della canzone "L'Orage", reinterpretazione del brano di Georges Brassens da cui il gruppo prende il nome. "L'Orage" è il primo singolo estratto dal nuovo album "Macchina del Tempo", prodotto da Enrico “Erriquez” Greppi, leader e cantante della Bandabardò, al Terminal 2 Studio di Roma con il supporto di Gianluca Vaccaro. Nel videoclip compaiono, oltre ai membri de L'Orage ed Erriquez, il poeta Guido Catalano e l'artista burlesque Cecilia Radica. Il 22 settembre dello stesso anno il gruppo viene invitato da Francesco De Gregori all'evento Rimmel 2015 per festeggiare sul palco dell'Arena di Verona il quarantennale del celebre album del cantautore romano reinterpretando il brano "Le Storie di Ieri".
Tra 2016 e 2019 prosegue l'attività live della band che, con una nuova sezione ritmica formata da Luca Moccia al basso ed Antonio Gigliotti alla batteria, pubblica nell'aprile 2019 il nuovo album "Medioevo Digitale".

## Formazione
Formazione attuale

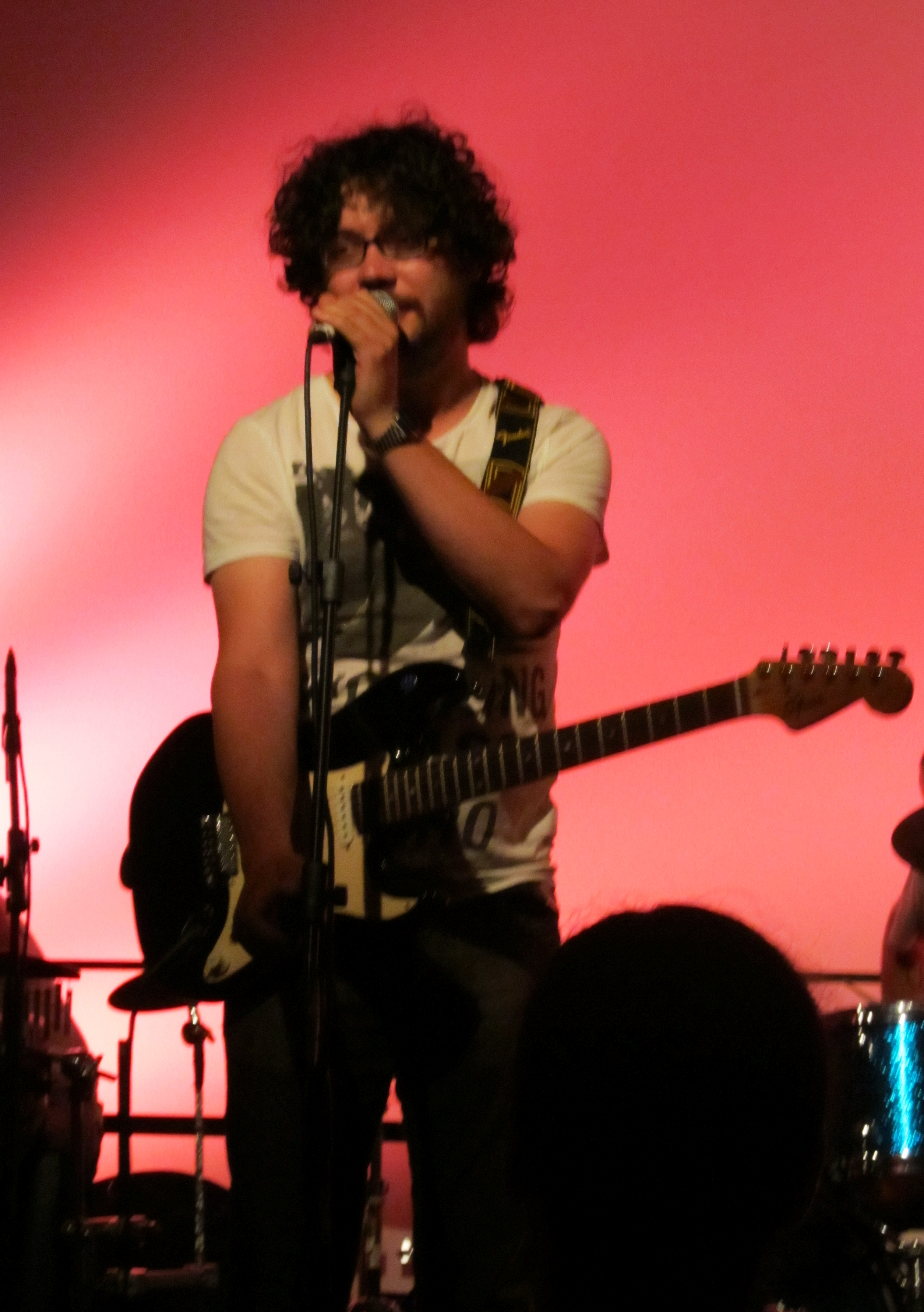
Alberto Visconti in concerto

- Alberto Visconti  - voce, chitarra (2009-presente)
- Rémy Boniface - violino, organetto diatonico, ghironda, voce (2009-presente)
- Vincent Boniface - sax soprano, clarinetto, cornamuse, flauti dritti, organetto diatonico, voce (2009-presente)
- Patrick Faccini -  basso elettrico (2022-presente)
- Florian Bua - batteria (2009-2018, 2022-presente)
- Diego Joyeusaz - chitarra acustica e elettrica (2023-presente)

Ex componenti
- Antonio Gigliotti - batteria (2018-2022)
- Memo Crestani - chitarra acustica e elettrica, oud, mandolino (2009-2017)
- Stefano Trieste - basso elettrico (2009-2014)
- Marc Magliano - basso elettrico (2014-2016)
- Luca Moccia - basso elettrico, contrabbasso (2016-2022)
- Ricky Murray - percussioni (2009-2014)

## Discografia
- 2010 - Come una Festa
- 2011 - La Bella Estate
- 2013 - L'Età dell'Oro (Sony Classical)
- 2015 - Macchina del Tempo (Sony Classical)
- 2019 - Medioevo Digitale (PhD / Artist First)

## Videografia
- Come una Festa (regia di Andrea Tomaselli, 2009)
- Giugno (regia di Marco Ponti e Sergio Luca Loreni, 2012)
- A Loreley (regia di Davide Borettaz, 2013)
- L'Orage (regia di Roberta Zanzarelli, 2016)
- Non Risparmiare Energia (regia di Christian Tosi, 2016)
- I Piedi Più Belli del Mondo (regia di Roberta Zanzarelli e Marco Paladini, 2016)
- Canto d'Addio (regia di Christian Tosi, 2019)